# Malande
Malande, auch Malandé oder Malandè, ist ein Ort bei der Stadt Otélé in der Region Centre in Kamerun. Das Dorf liegt ungefähr 4 km südwestlich des Stadtzentrums von Otélé.